# آرویو هوندو (نیومکزیکو)

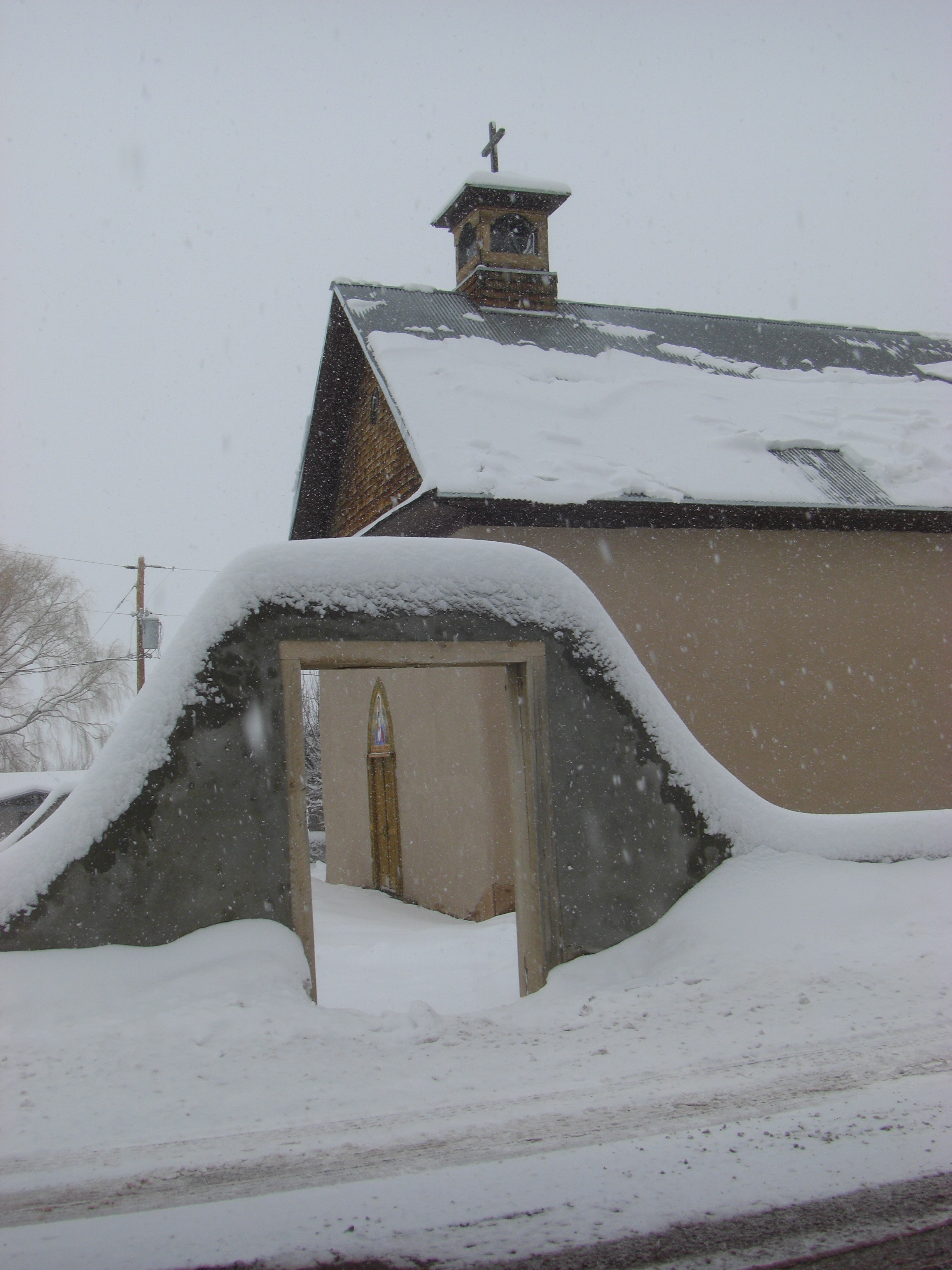
کلیسای آرویو هوندو، زمستان۲۰۰۷

آرویو هوندو، نیومکزیکو (انگلیسی: Arroyo Hondo, New Mexico)یک حوزه سرشماریاست در شهرستان تائوس، نیومکزیکو در ایالت نیومکزیکو که در ایالات متحده آمریکا واقع است. به لحاظ تاریخی، این محل، مکان به قتل رساندن شش تا هشت نفر توسط سرخپوستان بومی آمریکایی در ماشین آسیاب کارخانه سیمون تورلی در تاریخ ۲۰ ژانویه ۱۸۴۷ واقع شد. این کشتار در هنگام شورش تائوس رخ داد و حاصل جنگ بین مکزیکیهای جدید و سرخپوستان بومی آمریکایی علیه رژیم منطقه ای ایالات متحده در طول جنگهای آمریکا و مکزیک است.